# Bieżeń
Bieżeń – wieś w Polsce, położona w województwie śląskim, w powiecie kłobuckim, w gminie Wręczyca Wielka.
| SIMC    | Nazwa       | Rodzaj    |
| ------- | ----------- | --------- |
| 0147000 | Kostrzyna   | część wsi |
| 0147016 | Ogonów      | część wsi |
| 0147022 | Parchowiec  | część wsi |
| 0147039 | Żabia Ulica | część wsi |

W latach 1975–1998 miejscowość administracyjnie należała do województwa częstochowskiego.